# 스코다 교통
스코다 교통(Škoda Transportation)은 철도 차량을 제조하는 체코의 엔지니어링 회사로, 19세기 말 플젠에서 시작된 스코다 웍스를 잇는다. 1차 세계 대전 이후 철도 차량 제조 공장을 건설한 후 기관차 생산을 시작하였으며, 1990년대에 들어와 별도의 회사가 되었다. 오늘날, 스코다 일렉트릭은 도시 및 철도 운송을 위한 전기 철도 차량을 개발하고 제조하고 있다.
스코다 교통 그룹의 '스코다 일렉트릭은 친환경 트램 등을 제작하는 유럽 지역의 주요 철도 차량 생산업체이다.

## 생산 제품

### 트램
트램 분야에서 스코다 도프라브니 테크니카(Škoda Dopravní technika)는 1990년대에 플젠에서 운행되던 총 26대의 타트라 T3 트램을 T3M.0 유형(공장 명칭 스코다 01T, 1993-1999)으로 현대화하였고, 리베레츠에서 운행되던 20대의 T3 트램을 T3M.04 유형(공장 명칭 스코다 02T, 1995-1999)으로 현대화하였다. 1997년, 최초의 자체 트램인 Škoda 03T(LTM 10.08, "Astra", "Anitra"라고도 함)를 생산하였으며, 2006년까지 점차적으로 체코의 5개 트램 운영 기업에 공급하였다.
독일은 2020년 이후 두 번째로 중요한 트램 시장이 되었다. 스코다 그룹은 작센주 케미츠(35T, ForCity Classic, 2018-2020), 만하임, 루트비히스하펜 암 라인, 하이델베르크의 세 도시(36T, 37T, 38T, 모두 ForCity Smart, 2022년부터), 본(41T, ForCity Smart, 2023년부터) 및 프랑크푸르트 안 데어 오데르, 코트부스, 브란덴부르크 안 데어 하벨의 세 도시(46T, 47T, 48T, ForCity Plus, 2024년부터)에 트램을 공급하였다.

### 지하철 차량
스코다 교통은 1996년부터 2011년까지 프라하 지하철의 81-71 열차를 81-71M 유형으로 현대화하였다.

### 해외 수출
해외 사업으로는 EMU가 슬로바키아와 라트비아, 에스토니아, 우즈베키스탄 등으로 수출 계약을 체결하였다.

스코다 차량
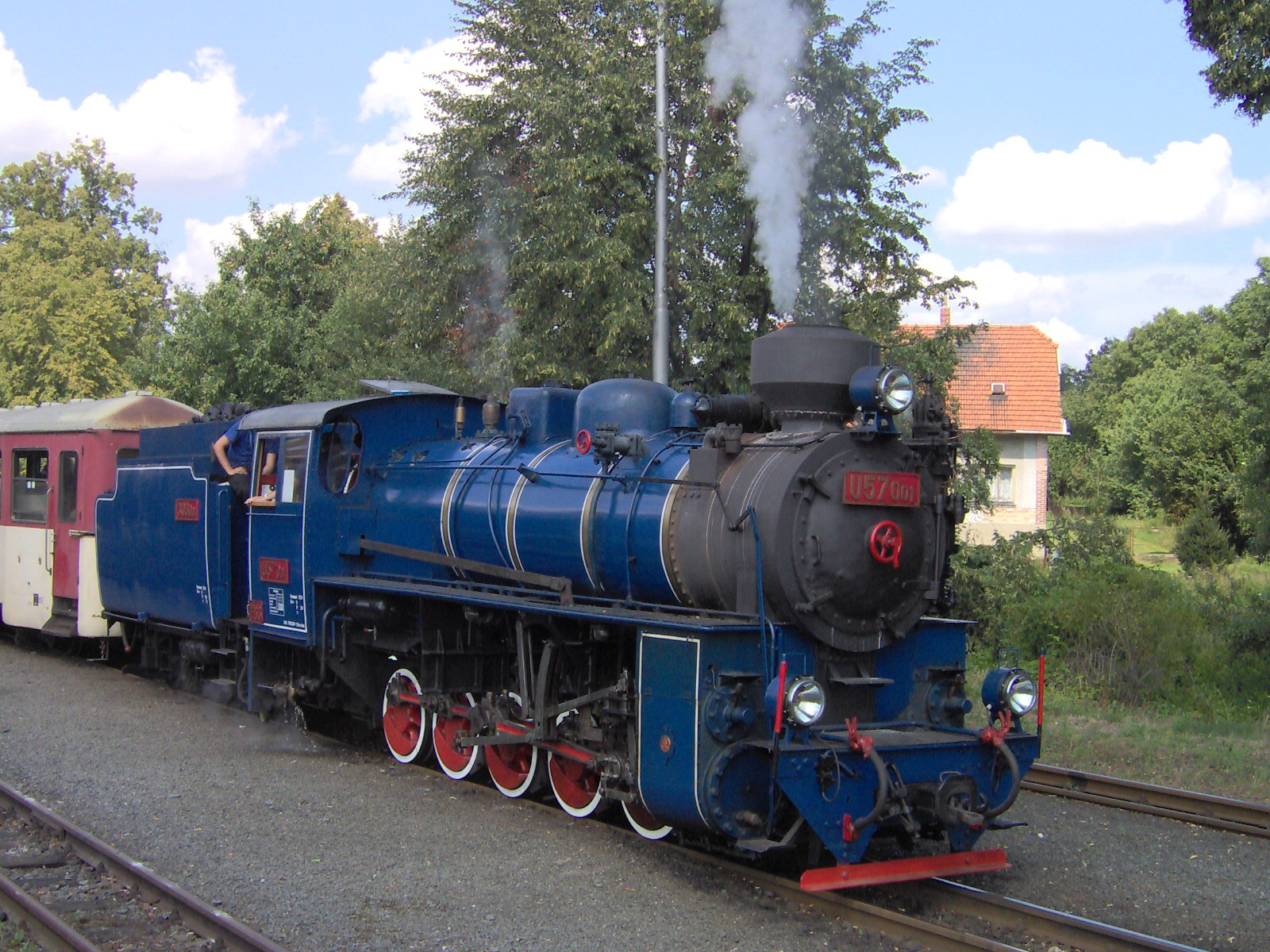
1930년대 스코다 기관차
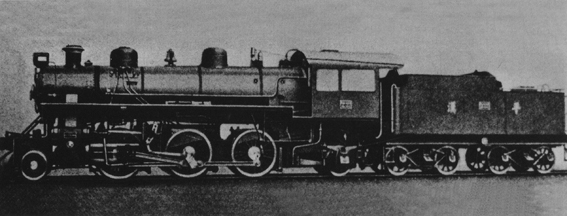
1930년대 중국으로 수출된 기관차
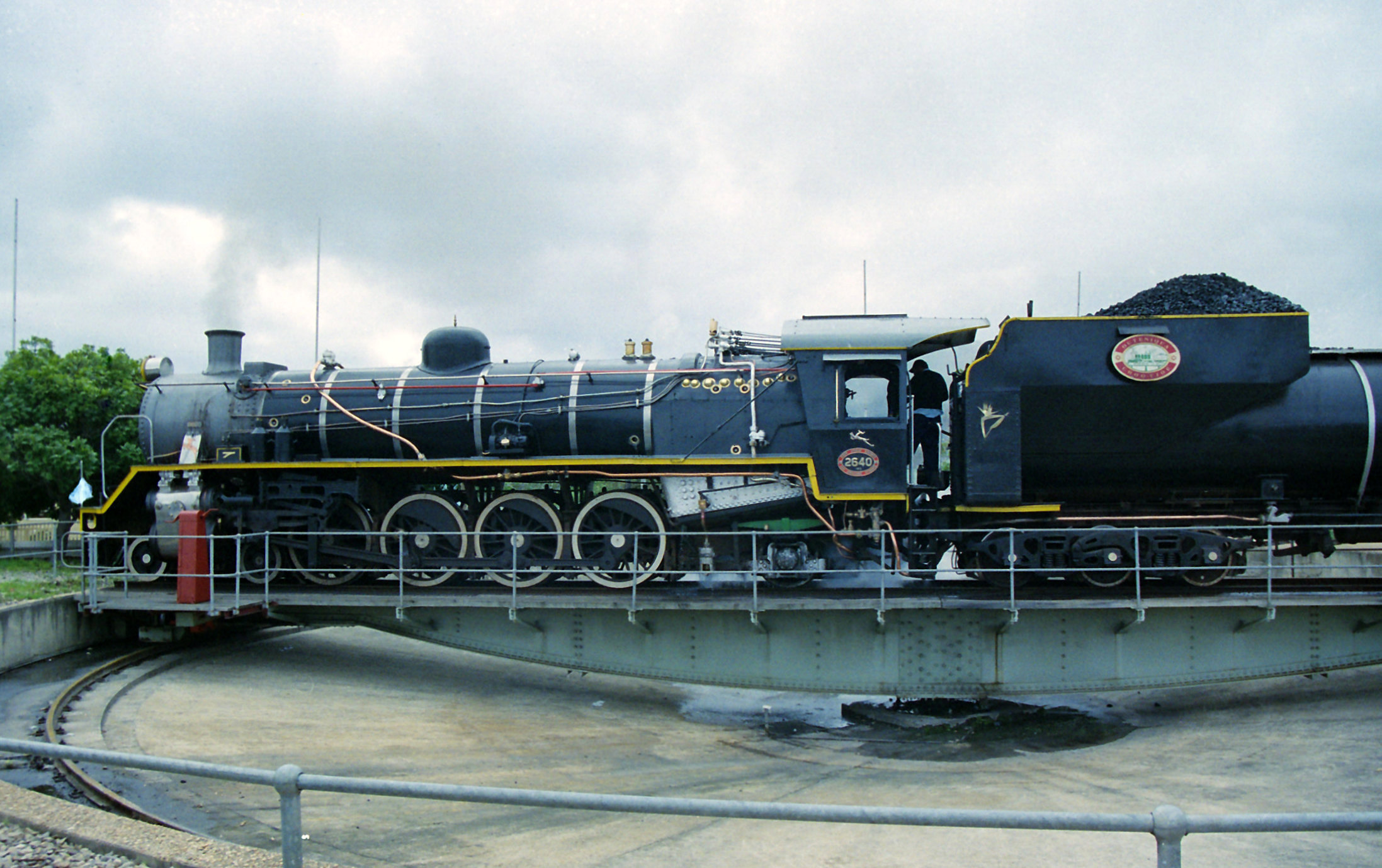
1938년 남아프리카 공화국 19D 클래스
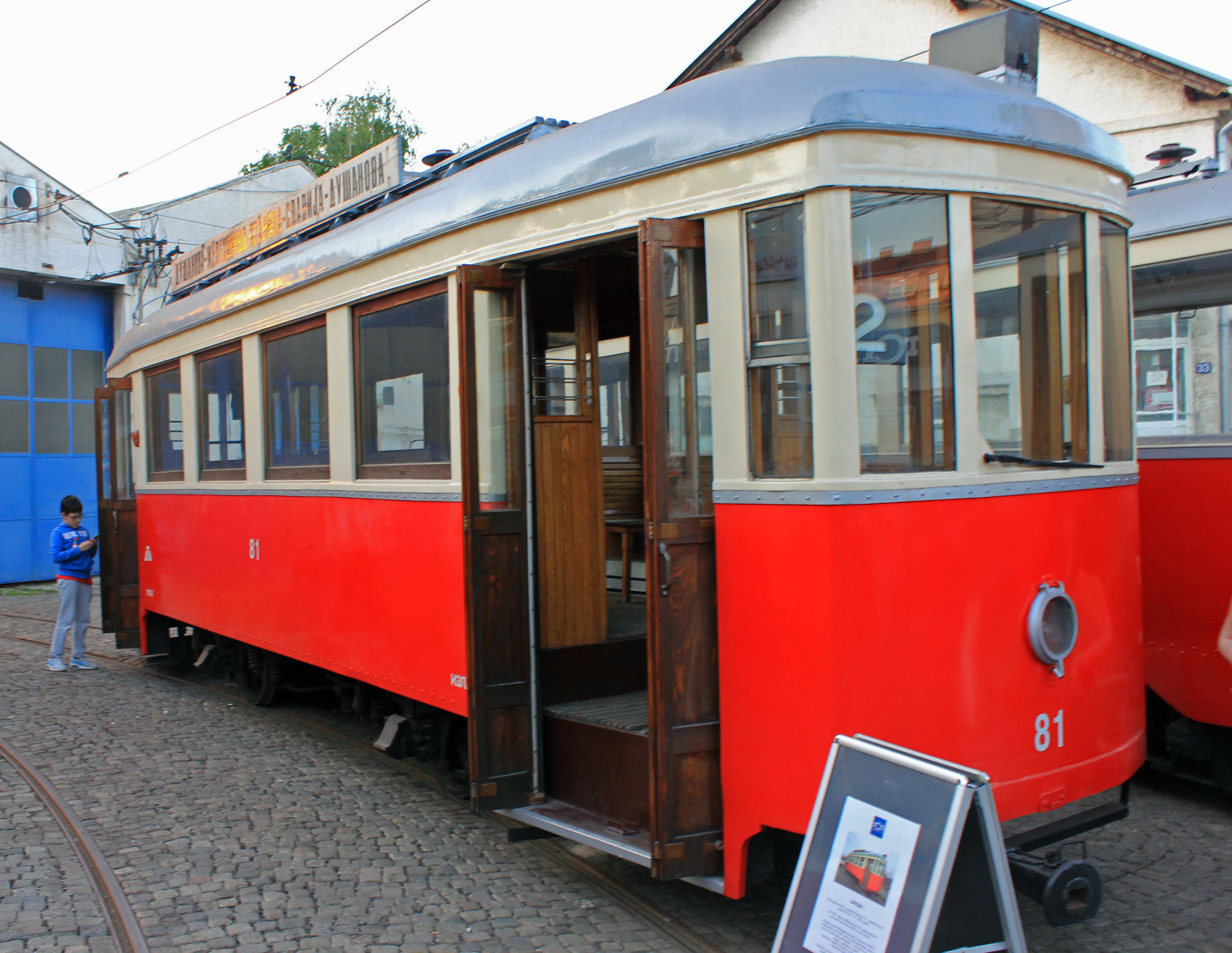
세르비아 베오그라드의 2차 세계 대전 이전 Škoda 전차, 현재 박물관 소장
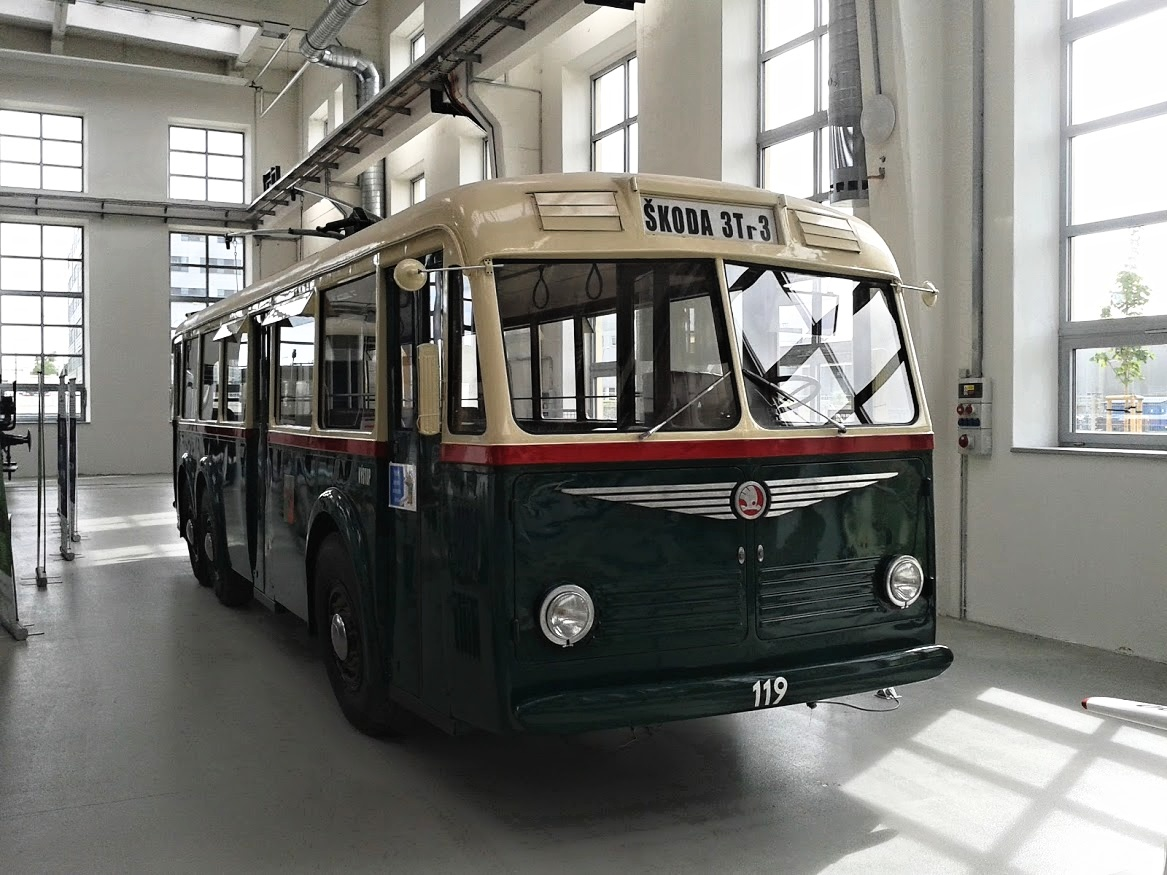
1941년형 스코다 3Tr 트롤리버스
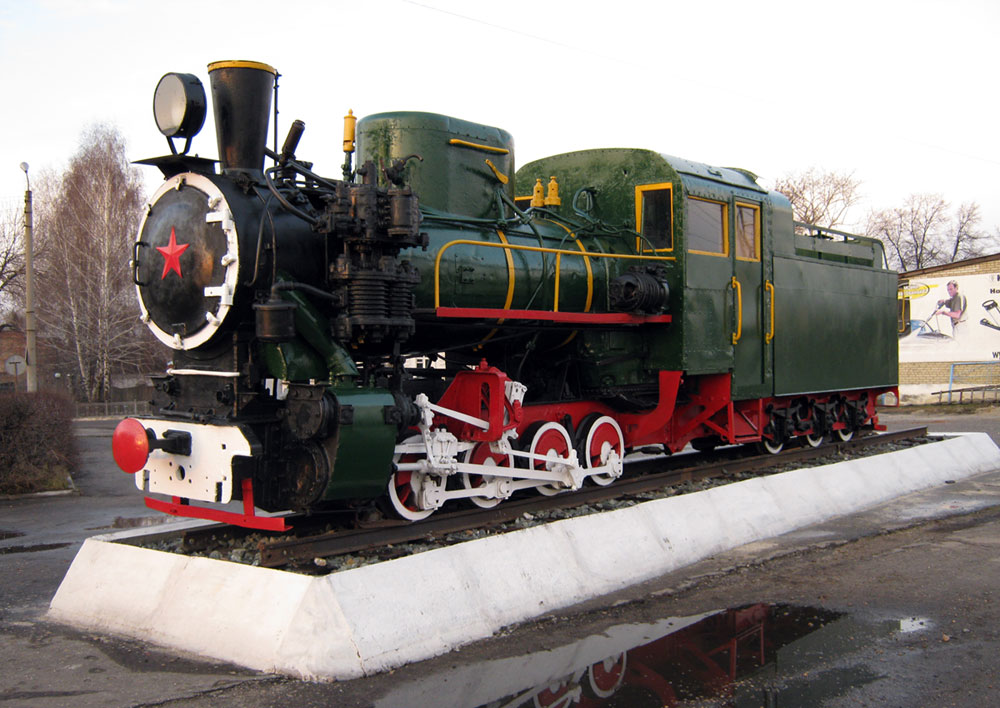
1949년 러시아의 Кч4